# Shimizu S-Pulse
Shimizu S-Pulse este un club de fotbal din Japonia, care joacă în prima divizie japoneză. Fondată recent în 1991, S-Pulse este una dintre cele mai tinere echipe profesioniste din Japonia, dar alături de alte cinci echipe nu a retrogradat niciodată din prima divizie. S-Pulse s-a clasat în medie pe locul 6.8 această performanță punând-o pe locul patru după Kashima Antlers, Yokohama F. Marinos și rivalii din prefectură, Júbilo Iwata. Clubul a fost fondat la apariția J. League în 1991 și inițial avea numai jucători din Prefectura Shizuoka, ceva distinctiv atunci.

## Palmares

### Competiții interne
- J. League Division 1:
  - Locul doi (1): 1999
  - 2nd Stage Champions (1): 1999

### Cupe interne
- Cupa Împăratului:
  - Câștigători (1): 2001
  - Locul doi (3): 1998, 2000, 2005
- Cupa J. League:
  - Câștigători (1): 1996
  - Locul doi (3): 1992, 1993, 2008
- Supercupa Japoniei:
  - Câștigători (2): 2001, 2002
  - Locul doi (1): 1999

### Continental
- Asian Cup Winners Cup:
  - Winners (1): 2000
- Supercupa Asiei:
  - Locul doi (1): 2000

## Jucători importanți
- Alex Brosque
- Mitchell Duke
- Ronaldão
- Djalminha
- Marcos Paulo Alves
- Paulo Jamelli
- Mirandinha
- Antônio Benedito da Silva
- Edu Manga
- Carlos Alberto Dias
- Émerson Carvalho da Silva
- Dejan Jakovic
- Igor Cvitanović
- Daniele Massaro
- Frode Johnsen
- Peter Utaka
- Milivoje Novaković
- Fredrik Ljungberg
- Mark Bowen